# Dietmar Riemer
Dietmar-Christian Riemer (* 24. Oktober 1951 in Krefeld) ist ein deutscher Rundfunkjournalist.
Riemer studierte Politologie und Rechtswissenschaften an der Albert-Ludwigs-Universität Freiburg und der Christian-Albrechts-Universität zu Kiel. Er wurde Mitglied des Corps Rhenania Freiburg (1973) und des Corps Palaiomarchia-Masovia (1975). Nachdem er das Studium als Magister Artium abgeschlossen hatte, war er ab 1980 Reporter und Redakteur beim Süddeutschen Rundfunk. 1989 wurde er Leiter Innenpolitik beim Bayerischen Rundfunk. Er ging nach der Deutschen Wiedervereinigung 1992 wieder in den Norden und war 10 Jahre Programmchef von NDR 1 Radio MV in Schwerin. 2003 wurde er Chef vom Dienst bei NDR Kultur. Am 1. Januar 2004 wurde er Leiter des NDR-Studios  im ARD-Hauptstadtstudio in Berlin. Im Mai 2016 trat er in den Ruhestand.